# Leiston F.C.
Leiston FC là một câu lạc bộ bóng đá có trụ sở tại Leiston, Suffolk, Anh. Đội bóng hiện thi đấu tại Southern League Premier Division Central và có sân nhà ở Victory Road.

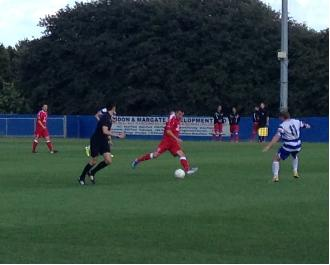
Leiston (trang phục đỏ) thi đấu trước Margate, năm 2013

## Danh hiệu
- Isthmian League
  - Vô địch Division One North mùa giải 2011–12
- Eastern Counties League
  - Vô địch Premier Division mùa giải 2010–11
  - Vô địch Division One Cup mùa giải 2001–02
- Suffolk & Ipswich League
  - Vô địch các mùa giải 1900–01, 1901–02, 1902–03
  - Vô địch Division 2B mùa giải 1937–38
- East Anglian Cup
  - Vô địch mùa giải 2007–08
- Suffolk Premier Cup
  - Vô địch các mùa giải 017–18, 2018–19
- Suffolk Junior Cup
  - Vô địch các mùa giải 1894–95, 1982–83, 1983–84

## Thống kê
- Thành tích tốt nhất tại FA Cup: Vòng một mùa giải 2008–09[2]
- Thành tích tốt nhất tại FA Trophy: Vòng một các mùa giải 2014–15, 2016–17[2]
- Thành tích tốt nhất tại FA Vase: Tứ kết mùa giải 2010–11[2]
- Kỷ lục khán giả đến sân: 1,250 người trong trận đấu với Fleetwood Town, vòng một FA Cup, 8 tháng 11 năm 2008[1]
- Cầu thủ ghi bàn nhiều nhất: Lee McGlone 60 bàn[3]
- Cầu thủ ra sân nhiều nhất: Gareth Heath, 201 lần